# Белокоремна белозъбка
Белокоремната белозъбка (Crocidura leucodon) е вид дребни бозайници от семейство Земеровкови (Soricidae). Разпространени са в по-голямата част от Европа до Волга и Задкавказието на изток и в Близкия изток до Северен Иран на изток и Палестина на юг. В България се срещат в цялата страна до надморска височина около 1000 m.
Белокоремната белозъбка е средно голяма за род Белозъбки (Crocidura) с дължина на тялото и главата 61-78 mm и дължина на опашката 27-39 mm. Обитава разнообразни местности, като е активна целогодишно и през цялото денонощие. Храни се главно със земни червеи и насекоми. Размножителният период продължава от май до октомври, а бременността трае около 20 дни, като се раждат по 4 до 7 малки. Продължителността на живота е по-малко от година.